# Gérard Desnoyers Montes
Gérard Desnoyers Montes (né à Port-au-Prince le 9 juillet 1926) est un journaliste, professeur, écrivain, éditeur et conférencier haïtien.

## Biographie
En 1950, il participe bénévolement à l'aide aux enfants démunis du Centre de Rééducation de Carrefour, dans l'agglomération de Port-au-Prince. En 1952 il participe au projet éducatif de l'Unesco dans la ville de Jacmel. En 1961, il rejoint l’Office National d’Éducation Communautaire et participa à la sensibilisation à la langue créole en cette année où elle devint langue officielle à côté du français. Il anima plusieurs mouvements de jeunesse pour la promotion du sport, de l’amélioration de l’environnement par le reboisement.
Il s'installa par la suite au Québec.
Il a connu des personnes célèbres comme Dany Laferrière alors qu'il n'avait que sept ans.
Gérard Desnoyers Montes a édité plus de vingt livres avec la maison d'édition Sorhica de Montréal au Québec.

## Sources
1. ↑  Présentation de Gérard Desnoyers Montes
2. ↑  « L'historien Desnoyers Montes ».